# Bobo Baldé
Dianbobo Baldé (Marsiglia, 5 ottobre 1975) è un ex calciatore francese naturalizzato guineano, di ruolo difensore.

## Palmarès

### Club

#### Competizioni nazionali
- Campionato scozzese: 5

Celtic: 2001-2002, 2003-2004, 2005-2006, 2006-2007, 2007-2008
- Coppa di Scozia: 3

Celtic: 2004, 2005, 2007
- Coppa di Lega scozzese: 2

Celtic: 2006, 2009